# Natale a Miami
Natale a Miami è un film del 2005 diretto da Neri Parenti.
Uscito una settimana prima delle festività natalizie, è stato uno dei più grandi successi della coppia comica formata da Massimo Boldi e Christian De Sica, nonché l’ultimo cinepanettone girato assieme prima della pausa del loro sodalizio, ripreso 13 anni dopo, nel 2018, con il film Amici come prima.

## Trama
A Miami si intrecciano le storie di diversi personaggi.
Giorgio, disperato dopo esser stato lasciato dalla moglie Daniela per un uomo del quale ignora l'identità, si reca nella città floridiana dal suo migliore amico Mario per non passare le festività natalizie in solitudine. Ma non sa che è proprio questi l'amante di Daniela, e quando i due si accorgono del suo arrivo cercano di non essere scoperti. Nel frattempo Giorgio deve subire le avances della giovanissima Stella, la figlia di Mario e che lo chiama “zio Giorgio”, che gli confessa di essere innamorata di lui e gli propone continuamente di fare sesso e per sapere come regolarsi ne parla con l'amico. Mario però fraintende pensando che Giorgio gli stia chiedendo di fare l'amore con Kelly, la sua ex moglie e madre di Stella, e gli dice di andarci a letto senza problemi. Alla fine, per una serie di circostanze, Giorgio e Mario si ritroveranno assieme a Daniela e Stella (che dopo pochi secondi interromperà il rapporto, riprendo lo zio fuori esercizio) nella stessa camera di albergo, dove ognuno scoprirà la verità sull'altro. Così Giorgio fa le valigie e se ne ritorna a casa sua.
Ranuccio, anch'egli lasciato dalla moglie Tiziana che si scopre essere lesbica, accompagna a Miami il figlio Paolo e i suoi due amici Diego e Lorenzo per una super-vacanza di divertimento. Ma appena arrivati Ranuccio comincerà a causare un pasticcio dietro l'altro mettendo in imbarazzo i tre ragazzi, finché gli stessi, stanchi della situazione, gli chiederanno di lasciarli in pace e di ritornarsene a casa. Anche se un po' dispiaciuto Ranuccio obbedisce, ma mentre fa ritorno riceve una chiamata di Tiziana, che gli dice che ha lasciato la sua compagna e che è disposta a ritornare insieme a lui.
Nel segmento finale del film, Ranuccio e Tiziana si confrontano ai tavolini di un bar e decidono di rimettersi insieme. Poco dopo, tuttavia, Tiziana si imbatte in Giorgio. Si scopre quindi che i due erano stati fidanzati da giovani, e dopo aver deciso di tornare insieme,  fermano un taxi per andare in aeroporto. Preso atto del repentino cambiamento della moglie, Ranuccio perde le staffe e inveisce contro Giorgio, salendo assieme a lui nella vettura, dopo aver impedito a Tiziana di entrarvi. A questo punto il taxi parte, e Giorgio e Ranuccio scoprono che il tassista è un pericolosissimo serial killer con il quale si erano imbattuti alcuni giorni prima.
Il film si conclude con Ranuccio e Giorgio che cercano di scendere dal taxi, gridando aiuto.

## Colonna sonora
Come colonne sonore del film è stata usata la canzone Black Horse and the Cherry Tree della cantante scozzese KT Tunstall.
La canzone che apre i titoli di testa è Love Generation di Bob Sinclar; questa canzone venne usata successivamente l’anno dopo come una delle canzoni chiave dei Mondiali 2006, vinti proprio dall’Italia.

## Distribuzione
Il film di Neri Parenti è uscito nelle sale Italiane il 16 dicembre 2005.

## Accoglienza

### Incassi
Natale a Miami ha incassato 21249460 € al botteghino, ed è il 50º film col maggiore incasso in Italia.